# Kanton Le Gosier-1
Der Kanton Le Gosier-1 war ein französischer Wahlkreis im Übersee-Département Guadeloupe. Er umfasste einen Teil der Gemeinde Le Gosier.